# Parti chrétien-démocrate africain
Pour les articles homonymes, voir Parti chrétien-démocrate.
Le Parti chrétien démocrate africain (en anglais African Christian Democratic Party, abrégé ACDP) est un parti politique d’Afrique du Sud fondé en 1993. Il est dirigé par le révérend Kenneth Meshoe et en 2004 a obtenu sept élus au parlement d’Afrique du Sud.
Ce parti de centre droit se réclame des valeurs chrétiennes et morales. Dans son programme, il rejette le droit à l’avortement, le mariage homosexuel, l’homosexualité, la pornographie, la publicité du port du préservatif comme moyen de lutter contre le SIDA et prône l’abstinence sexuelle et la fidélité, par exemple la stratégie ABC.  
Ce parti est proche de l'Union chrétienne néerlandaise et de l’Héritage chrétien de Nouvelle-Zélande (Christian Heritage New Zealand).

## Historique
L’ACDP fut fondé en décembre 1993, cent jours avant les premières élections multiraciales du 27 avril 1994 sur un programme basé sur les principes bibliques de réconciliation, de justice, de compassion, de tolérance, de paix, de promotion de l’individu, des valeurs familiales et de celles de la communauté. 
Le parti obtint deux sièges nationaux aux premières élections multiraciales du 27 avril 1994 avec 0,5 % des suffrages ainsi que trois sièges provinciaux. Il est alors le plus petit des sept partis nationaux représentés au parlement d’Afrique du Sud. Il fut le seul parti à voter contre l’adoption de la constitution de 1996. 
Aux élections générales de 1999, l’ACDP tripla sa représentation nationale en emportant six sièges (1,40 % des voix), devenant le cinquième parti national du pays, représenté également dans quatre parlements provinciaux. 
Aux élections locales de 2000, l’ACDP passa de 7 à 70 conseillers municipaux. 
En 2004, le parti obtient 1,60 % des voix et sept sièges.

## Résultats électoraux

### Assemblée nationale
| Année | Voix    | %    | Sièges  |
| ----- | ------- | ---- | ------- |
| 1994  | 88 104  | 0,45 | 2 / 400 |
| 1999  | 228 975 | 1,43 | 6 / 400 |
| 2004  | 250 272 | 1,65 | 7 / 400 |
| 2009  | 142 658 | 0,81 | 3 / 400 |
| 2014  | 104 039 | 0,57 | 3 / 400 |
| 2019  | 146 262 | 0,84 | 4 / 400 |
| 2024  | 96 571  | 0,60 | 3 / 400 |